# Langenberg (Bad Iburg)
Der Langenberg (vereinzelt auch: Langer Berg) ist ein 206 Meter hoher Berg in der Stadt Bad Iburg (Niedersachsen). Ein kleiner Abschnitt des Bergs  im Nordwesten liegt in Holperdorp, das zu Lienen und damit Nordrhein-Westfalen gehört. 

## Lage
Der Langenberg gehört zum 1. Teutoburger Waldkamm, zu dem im Bereich Bad Iburgs auch der Kahle Berg und der Freeden (269 Meter) zählen.
Der Langenberg liegt westlich des Charlottensees und des Iburger Schlosses. Nördlich liegt der 213 Meter hohe Urberg. An der Nordseite des Langenbergs führt die Holperdorper Straße, Teil der Kreisstraße 332, vom Charlottenburger Ring nach Westen Richtung Holperdorp. Der Langenberg ist weitgehend dicht bewaldet, überwiegend mit Buchenwald, vereinzelt mit Nadelwald. Von der Holperdorper Straße führt der Jägersteig als Zickzackweg auf den Langenberg. Der Jägersteig überwindet einen Höhenunterschied von etwa 45 Metern. Über den Langenberg führt ein Kammweg. 
Am Kammweg des Bergs steht ein Stein mit den Insignien des Abts des ehemaligen Iburger Benediktinerklosters. Am Fuß des Langenbergs unterhalb des Jägersteigs befindet sich der Grenzstein IV von 1827, der die Grenze zwischen dem Königreich Hannover und Preußen markierte. 

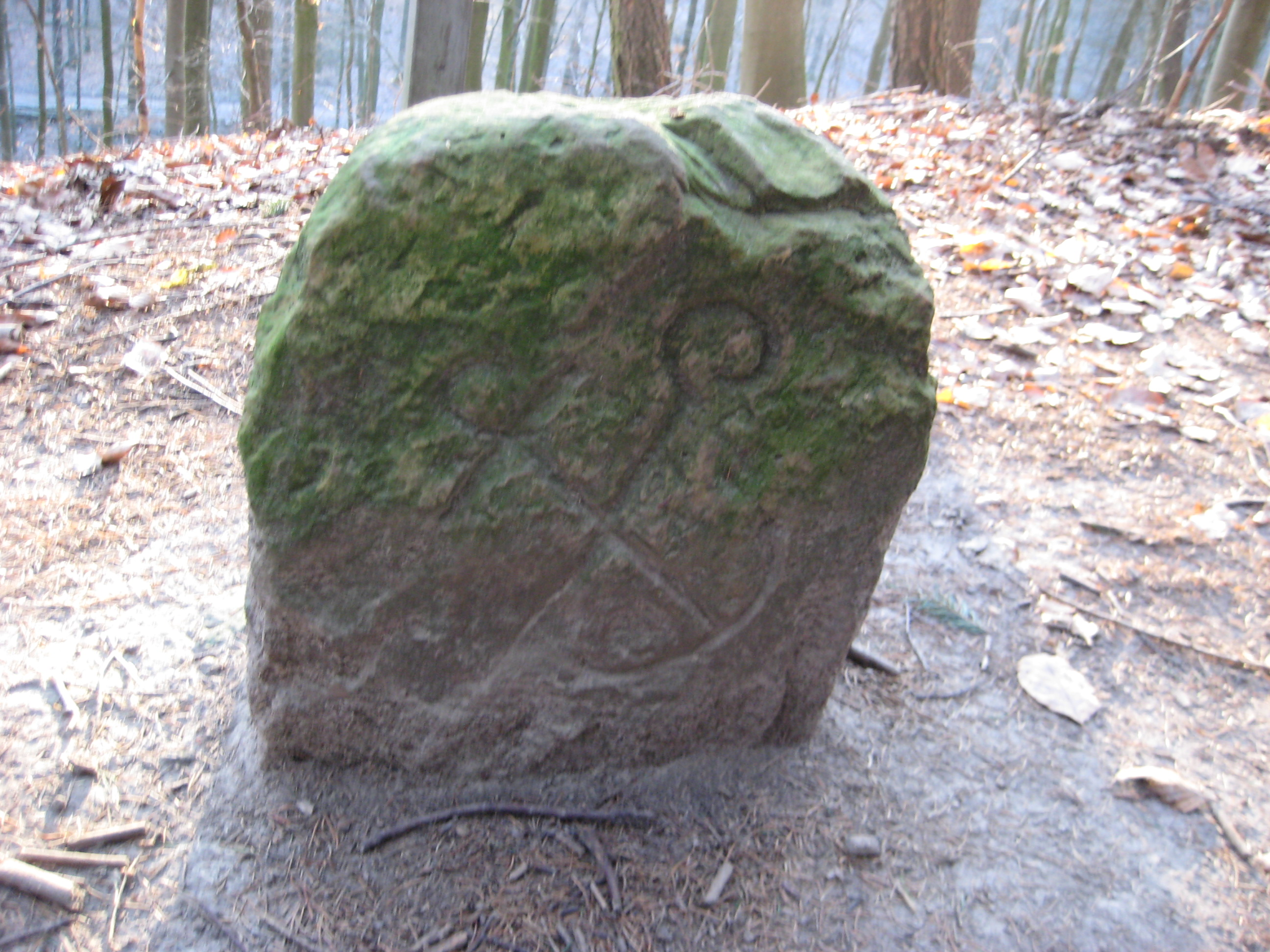
Stein mit den Insignien des Abts von Kloster Iburg
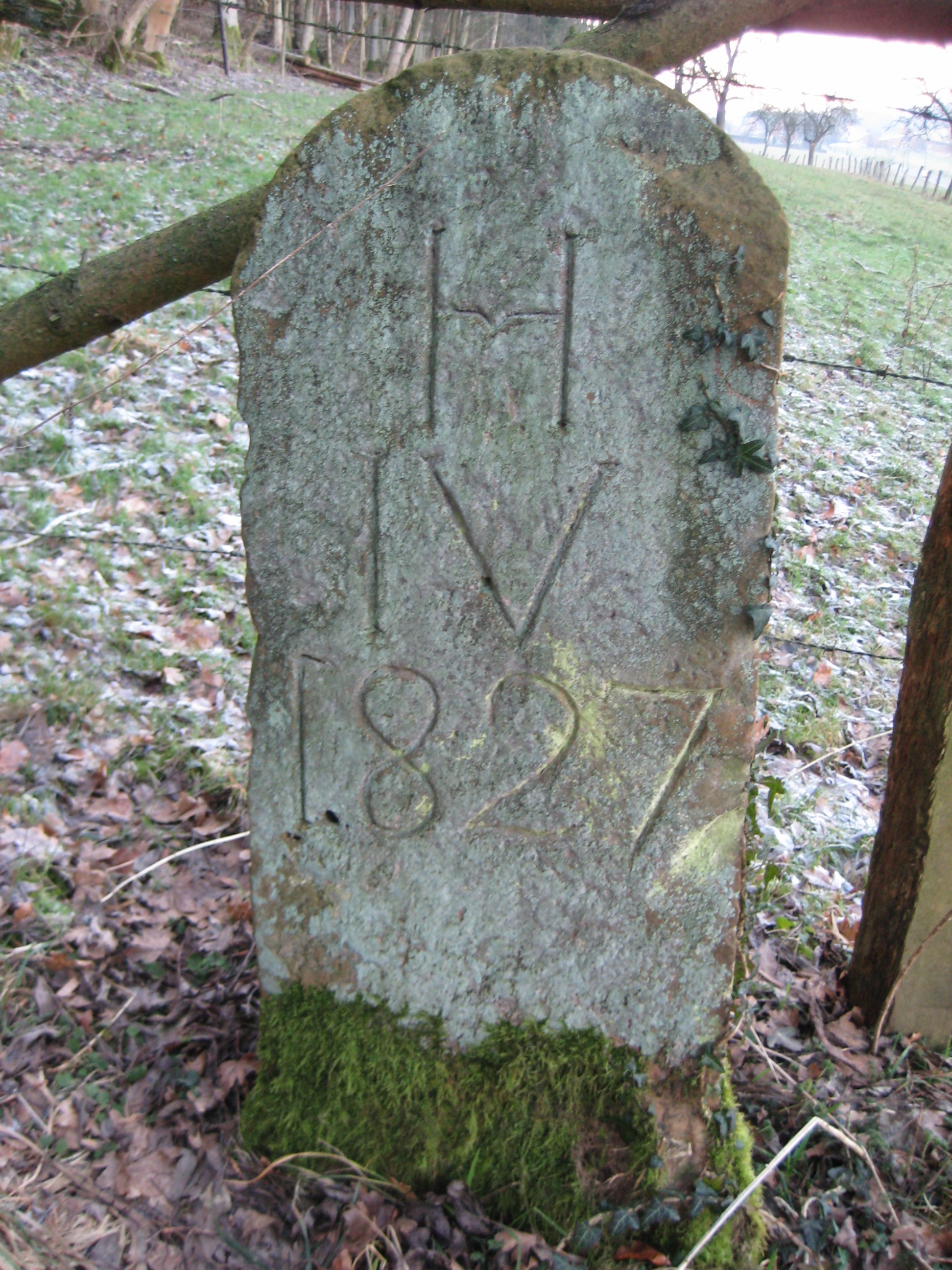
Grenzstein des Königreichs Hannover zu Preußen von 1827

## Bergbau

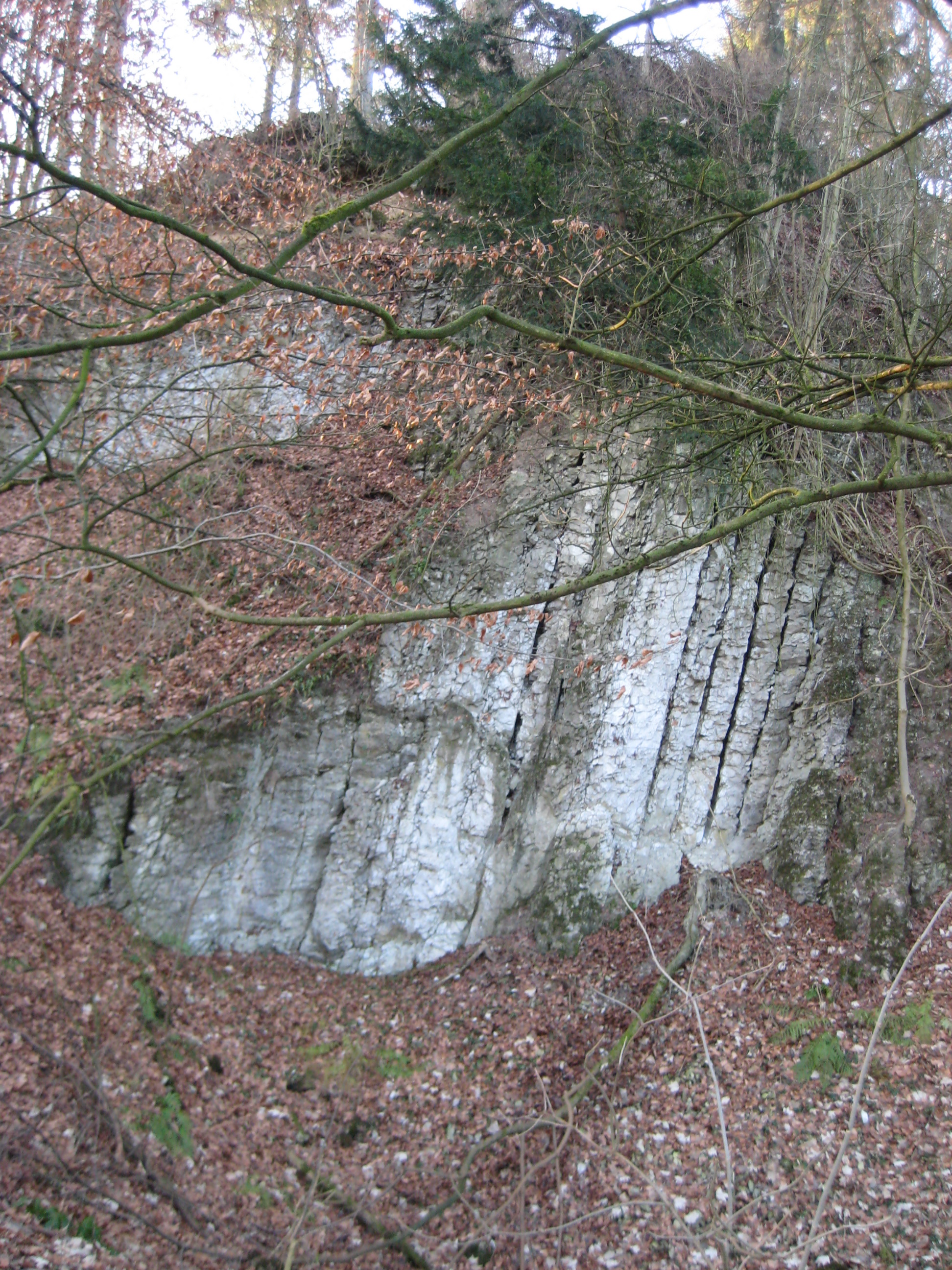
Ehemaliger Sanderscher Kalksteinbruch

Der Langenberg besteht aus Kalkstein. Am Berg wurde wie am Iburger Hagenberg Kalkstein abgebaut, der ab 1872 im Kokeschen Kalkofen im Osten des Langenbergs gebrannt wurde. Conrad Sander, ein Kaufmann, übernahm das Kalkwerk, das sich in Blickweite des Mühlenteichs und späteren Charlottensees befand. Um 1904 wurde das Kalkwerk geschlossen; der Kalkofen in den 1950er Jahren abgerissen. Im südlichen Bereich des Langenbergs befanden sich mehrere kleinere Kalksteinbrüche, die zu Iburger Bauernhöfen wie Hülsmann, Metker, Tobergte und Tönniges gehörten. Das dort abgebaute Gestein diente vornehmlich dem Eigenbedarf und zum Wegebau.